# Халлер, Катя
Ка́тя Ха́ллер (нем. Katja Haller; 12 января 1981, Випитено) — итальянская биатлонистка. Призёр этапов Кубка мира в смешанных эстафетах, призёр чемпионатов мира по летнему биатлону.

## Биография
На соревнованиях Кубка мира дебютировала в сезоне 2001/2002. Первой гонкой в карьере итальянки стал спринт на этапе в австрийском Хохфильцене, где она заняла только 91-е место с шестью штрафными кругами. Впрочем, эта неудача не помешала её стать в дебютном сезоне постоянным участником эстафетной команды и пройти отбор на первые в карьере Олимпийские игры. На Играх Катя выступила в двух гонках - индивидуальную гонку она закончила на 47-й позиции, а в составе итальянской эстафеты стала одиннадцатой.
В следующем сезоне Халлер также не показывала высоких результатов, принимала участие не во всех гонках, но дебютировала на чемпионате мира, где участвовала только в спринтерской гонке, в которой заняла 76-е место, опередив только двух спортсменок. Основное внимание итальянки было направлено на Кубок Европы, который она завершила на восьмой строчке общего зачета.
Сезон 2003/2004 получился у Халлер ещё более невнятным - всего 4 гонки в Кубке мира (одна из которых на Чемпионате мира), а в Кубке Европы она стала 11-й, лишь однажды попав в тройку призёров на этапе во французском Мерибеле.
В первой же гонке сезона 2004/2005 Катя смогла завоевать свои первые кубковые очки - стала 19-й в спринте в Байтоштолене, допустив один промах. Однако эта гонка так и осталась для итальянки единственной успешной - больше в этом сезоне итальянка очков не набирала, на Чемпионате мира в австрийском Хохфильцене в спринте показала только 68-й результат.
Олимпийский сезон итальянка провела неубедительно, не смогла закрепиться в составе своей сборной, но приняла участие в спринтерской гонке на родной Олимпиаде, где заняла только 53-е место. В эстафетную команду Италии Халлер не отобралась.
Более успешным для Кати выдался сезон 2006/2007 — она выступала почти во всех гонках Кубка мира, а на Чемпионате мира в Антерсельве участвовала во всех гонках и даже дважды попадала в тридцатку сильнейших. С багажом в 46 очков Катя Халлер стала 54-й в общем зачете Кубка мира.
В сезоне 2007/2008 Халлер впервые поднялась на подиум этапа Кубка мира — в составе сборной Италии вместе с Микелой Понцой, Рене-Лораном Вюйермо и Кристианом де Лоренци она стала второй в смешанной эстафете, которая прошла на этапе Кубка мира в корейском Пхёнчхане.
Второй подобный успех пришёл к итальянке два года спустя - она стала третьей в смешанной эстафете в финском Контиолахти в сезоне 2009/2010. В промежутке между этими успехами Халлер приняла участие в ванкуверской Олимпиаде, где её лучшим результатом было 18-е место в индивидуальной гонке.

### Участие в Олимпийских играх
| Год  | Место проведения | Инд | Спр | Пр | МС                 | Эст |
| 2002 | Солт-Лейк Сити   | 47  | -   | -  | не было дисциплины | 11  |
| 2006 | Турин            | -   | 53  | -  | -                  | -   |
| 2010 | Ванкувер         | 18  | 38  | 51 | -                  | 11  |

## Статистика выступлений в Кубке мира
| 2011—2012 | Эстерсунд | Эстерсунд | Эстерсунд | Хохфильцен | Хохфильцен | Хохфильцен | Хохфильцен | Хохфильцен | Хохфильцен | Оберхоф | Оберхоф | Оберхоф | Нове Место | Нове Место | Нове Место | Анхтольц | Анхтольц | Анхтольц | Холменколлен | Холменколлен | Холменколлен | Контиолахти | Контиолахти | Контиолахти | ЧМ Рупольдинг | ЧМ Рупольдинг | ЧМ Рупольдинг | ЧМ Рупольдинг | ЧМ Рупольдинг | ЧМ Рупольдинг | Ханты-Мансийск | Ханты-Мансийск | Ханты-Мансийск | Итоги | Итоги | Итоги |
| 2011—2012 | Инд       | Спр       | Пр        | Спр        | Пр         | Эст        | Спр        | Пр         | СМ         | Эст     | Спр     | МС      | Инд        | Спр        | Пр         | Спр      | Эст      | МС       | Спр          | Пр           | МС           | Спр         | Пр          | СМ          | СМ            | Спр           | Пр            | Инд           | МС            | Эст           | Спр            | Пр             | МС             | Очков | Место |       |
| 2011—2012 | 25        | 61        | —         | 62         | —          | —          | 90         | —          | —          | —       | —       | —       | 47         | 57         | 45         | 23       | 7        | 20       | 22           | 24           | —            | 48          | 44          | —           | 9             | 48            | КРУГ          | 76            | —             | 12            | —              | —              | —              | 82    | 52    |       |

| 2010—2011 | Эстерсунд | Эстерсунд | Эстерсунд | Хохфильцен | Хохфильцен | Хохфильцен | Поклюка | Поклюка | Поклюка | Оберхоф | Оберхоф | Оберхоф | Рупольдинг | Рупольдинг | Рупольдинг | Антхольц | Антхольц | Антхольц | Прескью-Айл | Прескью-Айл | Прескью-Айл | Форт-Кент | Форт-Кент | Форт-Кент | ЧМ Ханты-Мансийск | ЧМ Ханты-Мансийск | ЧМ Ханты-Мансийск | ЧМ Ханты-Мансийск | ЧМ Ханты-Мансийск | ЧМ Ханты-Мансийск | Холменколлен | Холменколлен | Холменколлен | Итоги | Итоги | Итоги |
| 2010—2011 | Инд       | Спр       | Пр        | Спр        | Эст        | Пр         | Инд     | Спр     | СМ      | Эст     | Спр     | МС      | Инд        | Спр        | Пр         | Спр      | МС       | Эст      | Спр         | СМ          | Пр          | Спр       | Пр        | МС        | СМ                | Спр               | Пр                | Инд               | МС                | Эст               | Спр          | Пр           | МС           | Очков | Место |       |
| 2010—2011 | 13        | 22        | 21        | 73         | 9          | —          | 32      | 62      | 6       | 9       | 23      | —       | 15         | 64         | —          | 40       | —        | 5        | 29          | 4           | 30          | 46        | КРУГ      | —         | 5                 | 40                | 23                | 26                | —                 | 5                 | н/ф          | —            | —            | 178   | 36    |       |

| 2009/10 | Эстерсунд | Эстерсунд | Эстерсунд | Хохфильцен | Хохфильцен | Хохфильцен | Поклюка | Поклюка | Поклюка | Оберхоф | Оберхоф | Оберхоф | Рупольдинг | Рупольдинг | Рупольдинг | Антхольц | Антхольц | Антхольц | ОИ Ванкувер | ОИ Ванкувер | ОИ Ванкувер | ОИ Ванкувер | ОИ Ванкувер | Контиолахти | Контиолахти | Контиолахти | Холменколлен | Холменколлен | Холменколлен | Ханты-Мансийск | Ханты-Мансийск | Ханты-Мансийск | Итоги | Итоги |
| 2009/10 | Инд       | Спр       | Эст       | Спр        | Пр         | Эст        | Инд     | Спр     | Пр      | Эст     | Спр     | МС      | Спр        | МС         | Эст        | Спр      | Пр       | МС       | Спр         | Пр          | Инд         | МС          | Эст         | См          | Сп          | Эст         | Спр          | Пр           | МС           | Спр            | МС             | См             | Очков | Место |
| 2009/10 | 36        | —         | —         | 78         | —          | 11         | 38      | 54      | 41      | —       | —       | —       | 34         | —          | 7          | 24       | 23       | 13       | 38          | 51          | 18          | —           | 11          | 3           | 56          | 30          | 54           | 36           | —            | 39             | —              | 8              | 122   | 44    |

| 2008/09 | Остерсунд | Остерсунд | Остерсунд | Хохфильцен | Хохфильцен | Хохфильцен | Хохфильцен | Хохфильцен | Хохфильцен | Оберхоф | Оберхоф | Оберхоф | Рупольдинг | Рупольдинг | Рупольдинг | Антхольц | Антхольц | Антхольц | ЧМ Пхёнчхан | ЧМ Пхёнчхан | ЧМ Пхёнчхан | ЧМ Пхёнчхан | ЧМ Пхёнчхан | ЧМ Пхёнчхан | Ванкувер | Ванкувер | Ванкувер | Тронхейм | Тронхейм | Тронхейм | Ханты-Мансийск | Ханты-Мансийск | Ханты-Мансийск | Итоги | Итоги |
| 2008/09 | Инд       | Спр       | Пр        | Спр        | Пр         | Эст        | Инд        | Спр        | Эст        | Эст     | Спр     | МС      | Эст        | Спр        | Пр         | Спр      | Пр       | МС       | Спр         | Пр          | Инд         | См          | МС          | Эст         | Инд      | Сп       | Эст      | Спр      | Пр       | МС       | Спр            | Пр             | МС             | Очков | Место |
| 2008/09 | 29        | 42        | 36        | 55         | 29         | 8          | 10         | 61         | 9          | —       | 43      | —       | 8          | 60         | —          | 56       | 42       | —        | 25          | 25          | 17          | 7           | н/ф         | 24          | 54       | 54       | 11       | 66       | —        | —        | 27             | 32             | —              | 156   | 42    |

| 2007/08 | Контиолахти | Контиолахти | Контиолахти | Хохфильцен | Хохфильцен | Хохфильцен | Поклюка | Поклюка | Поклюка | Оберхоф | Оберхоф | Оберхоф | Рупольдинг | Рупольдинг | Рупольдинг | Антхольц | Антхольц | Антхольц | ЧМ Остерсунд | ЧМ Остерсунд | ЧМ Остерсунд | ЧМ Остерсунд | ЧМ Остерсунд | ЧМ Остерсунд | Пхёнчхан | Пхёнчхан | Пхёнчхан | Ханты-Мансийск | Ханты-Мансийск | Ханты-Мансийск | Холменколлен | Холменколлен | Холменколлен | Итоги | Итоги |
| 2007/08 | Инд         | Спр         | Пр          | Спр        | Пр         | Эст        | Инд     | Спр     | Эст     | Эст     | Спр     | МС      | Эст        | Спр        | Пр         | Спр      | Пр       | МС       | Спр          | Пр           | См           | Инд          | МС           | Эст          | Спр      | Пр       | См       | Спр            | Пр             | МС             | Спр          | Пр           | МС           | Очков | Место |
| 2007/08 | 65          | 100         | —           | 86         | —          | 10         | 62      | 26      | 8       | 8       | —       | —       | 12         | 80         | —          | 40       | КРУГ     | —        | 68           | —            | —            | 42           | —            | 10           | 55       | 34       | 2        | 69             | —              | —              | 69           | 48           | —            | 5     | 74    |

| 2006/07 | Эстерсунд | Эстерсунд | Эстерсунд | Хохфильцен | Хохфильцен | Хохфильцен | Хохфильцен | Хохфильцен | Хохфильцен | Оберхоф | Оберхоф | Оберхоф | Рупольдинг | Рупольдинг | Рупольдинг | Поклюка | Поклюка | Поклюка | ЧМ Антхольц | ЧМ Антхольц | ЧМ Антхольц | ЧМ Антхольц | ЧМ Антхольц | ЧМ Антхольц | Лахти | Лахти | Лахти | Холменколлен | Холменколлен | Холменколлен | Ханты-Мансийск | Ханты-Мансийск | Ханты-Мансийск | Итоги | Итоги |
| 2006/07 | Инд       | Спр       | Пр        | Спр        | Пр         | Эст        | Спр        | Спр        | Эст        | Эст     | Спр     | Пр      | Эст        | Спр        | МС         | Спр     | Пр      | МС      | Спр         | Пр          | Инд         | См          | Эст         | МС          | Инд   | Спр   | Пр    | Инд          | Пр           | МС           | Спр            | Пр             | МС             | Очков | Место |
| 2006/07 | —         | —         | —         | 91         | —          | 13         | 48         | 64         | 7          | —       | 40      | 31      | 10         | 58         | —          | 34      | 20      | —       | 38          | 40          | 12          | 6           | 26          | 8           | 50    | 57    | 50    | 81           | —            | —            | 38             | 23             | —              | 46    | 54    |

| 2005/06 | Эстерсунд | Эстерсунд | Эстерсунд | Хохфильцен | Хохфильцен | Хохфильцен | Осрбли | Осрбли | Осрбли | Оберхоф | Оберхоф | Оберхоф | Рупольдинг | Рупольдинг | Рупольдинг | Антхольц | Антхольц | Антхольц | ОИ Чезана-Сан-Сикарио | ОИ Чезана-Сан-Сикарио | ОИ Чезана-Сан-Сикарио | ОИ Чезана-Сан-Сикарио | ОИ Чезана-Сан-Сикарио | Поклюка | Поклюка | Поклюка | Контиолахти | Контиолахти | Контиолахти | Холменколлен | Холменколлен | Холменколлен | Итоги | Итоги |
| 2005/06 | Спр       | Пр        | Эст       | Инд        | Спр        | Эст        | Инд    | Спр    | Пр     | Эст     | Спр     | МС      | Эст        | Спр        | Пр         | Спр      | Пр       | МС       | Инд                   | Спр                   | Пр                    | Эст                   | МС                    | Спр     | Пр      | См      | Спр         | Пр          | МС          | Спр          | Пр           | МС           | Очков | Место |
| 2005/06 | 70        | —         | 12        | 58         | 83         | —          | —      | —      | —      | —       | —       | —       | 11         | 61         | —          | 65       | —        | —        | —                     | 53                    | н/ф                   | —                     | —                     | —       | —       | —       | —           | —           | —           | —            | —            | —            | 0     | —     |

| 2004/05 | Бейтостёлен | Бейтостёлен | Бейтостёлен | Холменколлен | Холменколлен | Холменколлен | Эстерсунд | Эстерсунд | Эстерсунд | Оберхоф | Оберхоф | Оберхоф | Рупольдинг | Рупольдинг | Рупольдинг | Антхольц | Антхольц | Антхольц | Чезана-Сан-Сикарио | Чезана-Сан-Сикарио | Чезана-Сан-Сикарио | Поклюка | Поклюка | Поклюка | ЧМ Хохфильцен | ЧМ Хохфильцен | ЧМ Хохфильцен | ЧМ Хохфильцен | ЧМ Хохфильцен | Ханты-Мансийск | Ханты-Мансийск | Ханты-Мансийск | Ханты-Мансийск | Итоги | Итоги |
| 2004/05 | Спр         | Пр          | Эст         | Инд          | Спр          | Пр           | Спр       | Пр        | МС        | Эст     | Спр     | Пр      | Эст        | Спр        | Пр         | Инд      | Спр      | Пр       | Инд                | Спр                | Эст                | Спр     | Пр      | МС      | Спр           | Пр            | Инд           | Эст           | МС            | Спр            | Пр             | МС             | См             | Очков | Место |
| 2004/05 | 19          | 34          | 6           | 93           | 91           | —            | 39        | 40        | —         | 8       | 12      | —       | 13         | 57         | КРУГ       | 70       | 75       | —        | 86                 | 78                 | —                  | 53      | КРУГ    | —       | 68            | —             | —             | 13            | —             | 67             | —              | —              | —              | 12    | 70    |

| 2003/04 | Контиолахти | Контиолахти | Контиолахти | Хохфильцен | Хохфильцен | Хохфильцен | Осрбли | Осрбли | Осрбли | Поклюка | Поклюка | Поклюка | Рупольдинг | Рупольдинг | Рупольдинг | Антхольц | Антхольц | Антхольц | ЧМ Оберхоф | ЧМ Оберхоф | ЧМ Оберхоф | ЧМ Оберхоф | ЧМ Оберхоф | Лэйк-Плэсид | Лэйк-Плэсид | Форт-Кент | Форт-Кент | Форт-Кент | Холменколлен | Холменколлен | Холменколлен | Итоги | Итоги |
| 2003/04 | Спр         | Эст         | Пр          | Спр        | Эст        | Пр         | Инд    | Спр    | Пр     | Спр     | Пр      | МС      | Эст        | Спр        | Пр         | Инд      | Спр      | МС       | Спр        | Пр         | Инд        | Эст        | МС         | Спр         | Пр          | Спр       | Пр        | МС        | Спр          | Пр           | МС           | Очков | Место |
| 2003/04 | —           | —           | —           | —          | —          | —          | 72     | 74     | —      | 70      | —       | —       | —          | —          | —          | —        | —        | —        | —          | —          | 47         | —          | —          | —           | —           | —         | —         | —         | —            | —            | —            | 0     | —     |

| 2002/03 | Эстерсунд | Эстерсунд | Эстерсунд | Поклюка | Поклюка | Поклюка | Осрбли | Осрбли | Осрбли | Оберхоф | Оберхоф | Оберхоф | Рупольдинг | Рупольдинг | Рупольдинг | Рупольдинг | Антхольц | Антхольц | Антхольц | Лахти | Лахти | Холменколлен | Холменколлен | Холменколлен | Эстерсунд | Эстерсунд | Эстерсунд | ЧМ Ханты-Мансийск | ЧМ Ханты-Мансийск | ЧМ Ханты-Мансийск | ЧМ Ханты-Мансийск | ЧМ Ханты-Мансийск | Итоги | Итоги |
| 2002/03 | Спр       | Эст       | Пр        | Эст     | Спр     | Пр      | Спр    | Эст    | Пр     | Спр     | Эст     | МС      | См         | Эст        | Спр        | Пр         | Инд      | Эст      | МС       | Спр   | МС    | Эст          | Спр          | Пр           | Спр       | Инд       | Пр        | Спр               | Пр                | Инд               | Эст               | МС                | Очков | Место |
| 2002/03 | 56        | —         | КРУГ      | —       | —       | —       | 40     | 9      | 53     | 59      | —       | —       | —          | —          | 84         | —          | 59       | 9        | —        | —     | —     | —            | —            | —            | —         | —         | —         | 76                | —                 | —                 | —                 | —                 | 0     | —     |

| 2001/02 | Хохфильцен | Хохфильцен | Хохфильцен | Поклюка | Поклюка | Поклюка | Осрбли | Осрбли | Осрбли | Оберхоф | Оберхоф | Оберхоф | Рупольдинг | Рупольдинг | Рупольдинг | Антхольц | Антхольц | Антхольц | ОИ Солджер Холлоу | ОИ Солджер Холлоу | ОИ Солджер Холлоу | ОИ Солджер Холлоу | Эстерсунд | Эстерсунд | Лахти | Лахти | Лахти | Холменколлен | Холменколлен | Холменколлен | Итоги | Итоги |
| 2001/02 | Спр        | Эст        | Пр         | Инд     | Эст     | Пр      | Инд    | Спр    | МС     | Спр     | Пр      | МС      | Эст        | Спр        | Пр         | Инд      | Эст      | Пр       | Инд               | Спр               | Пр                | Эст               | Спр       | Пр        | Спр   | Эст   | Пр    | Спр          | Пр           | МС           | Очков | Место |
| 2001/02 | 91         | —          | —          | 93      | —       | —       | —      | —      | —      | —       | —       | —       | 10         | 93         | —          | 60       | 9        | КРУГ     | 47                | —                 | —                 | 11                | 52        | —         | 63    | 10    | —     | 59           | КРУГ         | —            | 0     | —     |

В таблице отражены места, занятые спортсменом на гонках биатлонного сезона.
Инд — индивидуальная гонка

Пр — гонка преследования

Спр — спринт

МС — масс-старт

Эст — эстафета

См — смешанная эстафета

Ком — командная гонка

н/с — спортсмен был заявлен, но не стартовал

н/ф — спортсмен стартовал, но не финишировал

круг — спортсмен по ходу гонки (для гонок преследования и масс-стартов) отстал от лидера более чем на круг и был снят с трассы

— − спортсмен не участвовал в этой гонке